# Mats Bjerke Myhren
Mats Bjerke Myhren (* 23. September 1997) ist ein ehemaliger norwegischer Skispringer.

## Werdegang
Mats Bjerke Myhren startete erstmals auf internationaler Ebene im Rahmen von zwei Wettbewerben im FIS-Cup am 13. und 14. September 2014 in Planica, bei denen er die Plätze 62 und 59 belegte. Daraufhin nahm Myhren regelmäßig an weiteren Wettbewerben des FIS-Cups teil, bevor er am 14. und 15. Januar 2017 in Garmisch-Partenkirchen im Continental Cup debütierte, wo er einmal Platz 31 erreichte und einmal disqualifiziert wurde. Sein bestes Resultat im Continental Cup erreichte er mit einem zehnten Platz am 16. Dezember 2017 in Ruka.
Bei den Norwegischen Meisterschaften 2019 in Oslo im März 2019 gewann Myhren mit dem Team Oppland Skikrets I, bestehend aus Andreas Granerud Buskum, Robert Johansson und Thomas Aasen Markeng und ihm, den norwegischen Meistertitel. Ein Jahr später trat er im Rahmen der Raw Air 2020 letztmals international in Erscheinung.

## Statistik

### Continental-Cup-Platzierungen
| Saison  | Platz | Punkte |
| ------- | ----- | ------ |
| 2017/18 | 83.   | 66     |
| 2019/20 | 66.   | 95     |